# Nephrotoma melanura
Nephrotoma melanura är en tvåvingeart som först beskrevs av Osten Sacken 1881.  Nephrotoma melanura ingår i släktet Nephrotoma och familjen storharkrankar. Inga underarter finns listade i Catalogue of Life.